# جبل بن يونس
جبل بِن يُونَس جبل يقع بوسط الجمهورية التونسية، شمال غربي مدينة قفصة.